# Vicepresident del Parlament Europeu
Hi ha catorze vicepresidents del Parlament Europeu que ocupen el lloc del president al capdavant de la sessió plenària del Parlament Europeu quan el president no ho pot fer personalment.
Els vicepresidents són membres de la Mesa i presideixen la plenària quan el president no hi és. El president també pot delegar qualsevol deure, tasca o competència a un dels vicepresidents. Tres dels vicepresidents són designats per la Conferència de Presidents i tradicionalment han tingut més poder que els altres, gràcies al dret de participar en el Comitè de Conciliació.

## Vicepresidents
A data d'1 de juliol del 2014, en ordre de precedència:
|    | Membres                   | Grup      | Estat     | Vots          |
| -- | ------------------------- | --------- | --------- | ------------- |
| 1  | Antonio Tajani            | PPE       | Itàlia    | 452, 1a ronda |
| 2  | Mairead McGuinness        | PPE       | Irlanda   | 441, 1a ronda |
| 3  | Rainer Wieland            | PPE       | Alemanya  | 437, 1a ronda |
| 4  | Ramón Luis Valcárcel      | PPE       | Espanya   | 406, 1a ronda |
| 5  | Ildikó Pelczné Gáll       | PPE       | Hongria   | 400, 1a ronda |
| 6  | Adina-Ioana Vălean        | PPE       | Romania   | 394, 1a ronda |
| 7  | Sylvie Guillaume          | S&D       | França    | 406, 2a ronda |
| 8  | Corina Crețu              | S&D       | Romania   | 406, 2a ronda |
| 9  | David-Maria Sassoli       | S&D       | Itàlia    | 394, 2a ronda |
| 10 | Olli Rehn                 | ALDE      | Finlàndia | 377, 3a ronda |
| 11 | Alexander Graf Lambsdorff | ALDE      | Alemanya  | 365, 3a ronda |
| 12 | Ulrike Lunacek            | Verds/ALE | Àustria   | 319, 3a ronda |
| 13 | Dimitrios Papadimoulis    | EUA-EVN   | Grècia    | 302, 3a ronda |
| 14 | Ryszard Czarnecki         | CRE       | Polònia   | 284, 3a ronda |

## Substitucions
Al ple del dia 16 de juliol de 2024 es va aprovar l'elecció de Esteban González Pons com a nou vuitè Vicepresident del Parlament Europeu.